# Manjakandriana
Manjakandriana är en ort i Madagaskar.   Den ligger i regionen Analamanga, i den centrala delen av landet, 28 km öster om huvudstaden Antananarivo. Manjakandriana ligger 1 462 meter över havet och antalet invånare är 31 840.
Terrängen runt Manjakandriana är platt österut, men västerut är den kuperad. Runt Manjakandriana är det ganska tätbefolkat, med 96 invånare per kvadratkilometer. Manjakandriana är det största samhället i trakten. Omgivningarna runt Manjakandriana är huvudsakligen savann.